# Guillaume Canivenq
Guillaume Canivenq est un pilote de rallye automobile amateur né le 18 juillet 1982 à Rodez. 

## Biographie
Il débute en compétition automobile en 2002 lors d'épreuves régionales avant de s'orienter dès l'année suivante en formule de promotion ou il se forge un palmarès prometteur.
Il remporte en effet le Challenge Citroën C2 en 2004 et la Coupe Peugeot 206 en 2006. En 2008, Peugeot Sport lui confie une 207 S2000 en fin de saison.
En 2009, Guillaume Canivenq devient Champion de France des rallyes avec une Peugeot 207 S2000.
En 2010, Guillaume n'a pas assez d'argent pour courir en CDF mais Yacco lui propose de conduire la Ford Fiesta R2 (en ouvreur au Limousin, et comme concurrent au Rallye du Rouergue, où il portait le no 12 symbolique).
En 2011, Guillaume fait le Rallye du Rouergue avec une Renault Mégane N/4, à l'aide d'Automéca et de Philippe BUGALSKI. Il gagne le groupe N. Il participera au rallye du Mont-Blanc.

## Palmarès
- 2009 : Champion de France des rallyes sur Peugeot 207 S2000;
  - 2007 : Pilote officiel Peugeot en championnat de France des rallyes sur terre;
- 2006 : Vainqueur de la Coupe Peugeot 206;
  - 2005 : Vice-champion de France des rallyes sur Terre sur Citroën C2 R2;
- 2004 : Vainqueur du Challenge Citroën C2.